# Háromujjú lajhár
A háromujjú lajhár vagy más néven ai (Bradypus tridactylus) az emlősök (Mammalia) osztályának vendégízületesek (Xenarthra) öregrendjébe és a szőrös vendégízületesek (Pilosa) rendjébe, ezen belül a lajhárok (Folivora) alrendjébe és a háromujjú lajhárfélék (Bradypodidae) családjába tartozó faj.
Az állat a Bradypus emlősnem típusfaja.

## Előfordulása
A háromujjú lajhár elterjedési területe Dél-Venezuela és Észak-Brazília közé esik.

## Megjelenése
Az állat fej-törzs-hossza 40-75 centiméter, farokhossza 3-9 centiméter és testtömege 2,3-5,5 kilogramm. Bundája színe szürkésbarna. Karja szembetűnően hosszabb a lábánál; a faágon lógva karja segítségével hajtja előre magát. Mellső és hátsó végtagjain egyaránt három ujj található. Ujjait szőr borítja, és szervesen kapcsolódnak egymáshoz. Karmainak bőrszerűen megszarusodott belső fogófelülete biztonságot nyújt a kapaszkodásnál. Hallása és látása rossz, szaglószerve és tapintóérzéke fejlett.

## Életmódja
A háromujjú lajhár magányosan, a fák lombkoronájában él, és egyaránt éjjel-nappal aktív. Táplálékát a fák levelei alkotják. Az állat 30-40 évig él.

## Szaporodása
A hím 5, a nőstény 3-4 éves korban éri el az ivarérettséget. A párzási időszak valószínűleg március és április között van. A vemhesség 120-180 napig tart, ennek végén egy utód jön a világra. Az elválasztás egy hónap után következik be. A lajhárkölyök 8 hónapig marad az anyja mellett.

## Érdekességek

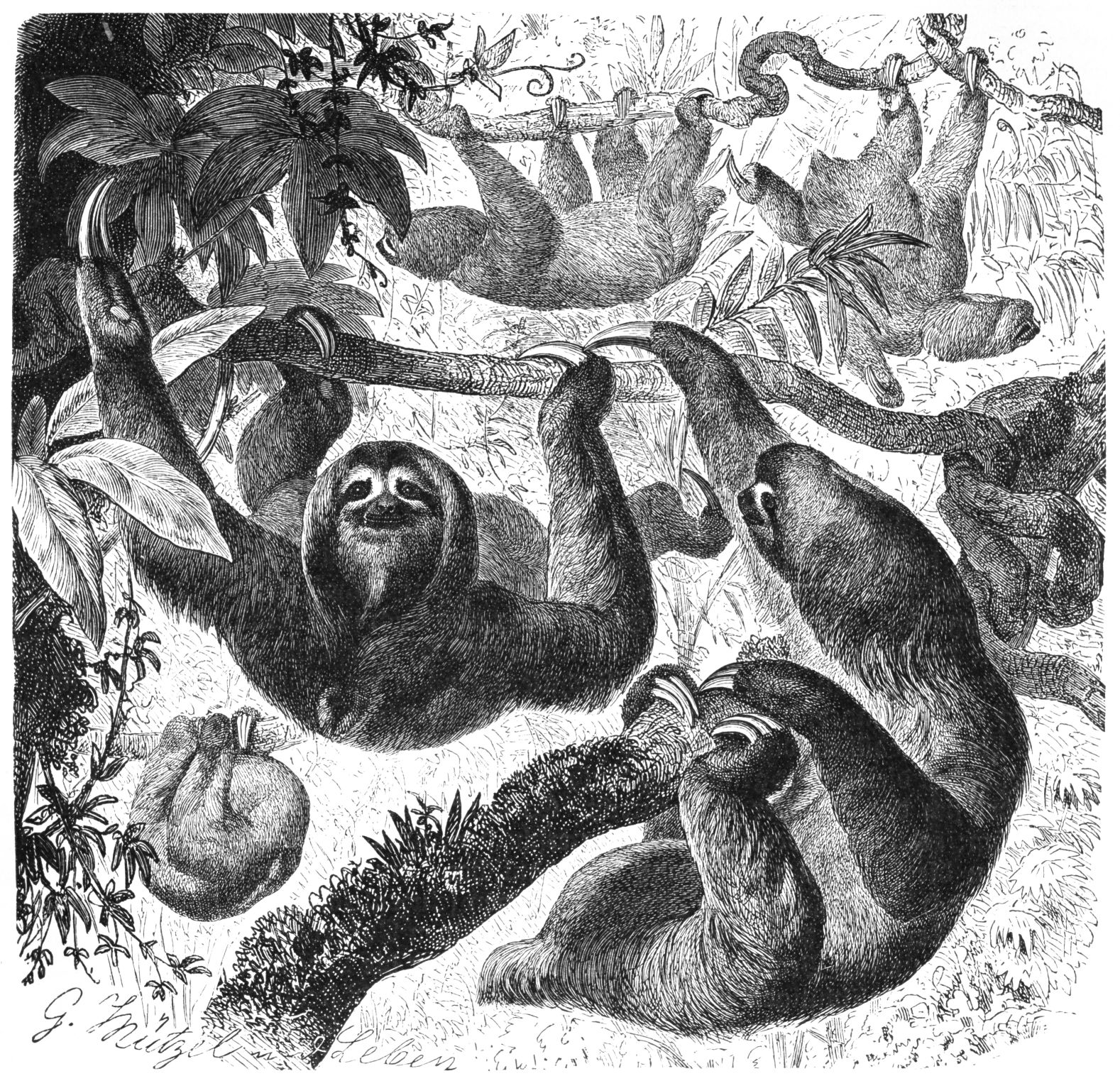
Rajz a háromujjú lajhárokról

A lajhár hosszú szálú bundájában algák élnek, melyekkel atkák, bogarak és kis lepkék táplálkoznak.
A lajhárok bár a fákon élnek, kiválóan úsznak.

## Rokon fajok
A háromujjú lajhár legközelebbi rokonai és a Bradypus emlősnem többi fajai: a galléros lajhár (Bradypus torquatus), a füstös háromujjú lajhár (Bradypus variegatus) és a törpe háromujjú lajhár (Bradypus pygmaeus).